# James Dunn (político britânico)
James Anthony Dunn (30 de janeiro de 1926 - 27 de abril de 1985) foi um político britânico.